# ベル 430
ベル 430
中日本航空のベル 430（着陸用スキッド付き）
- 用途：エグゼクティブ/汎用ヘリコプター
- 製造者：ベル・ヘリコプター
- 初飛行：1994年10月25日
- 生産数：136機
- 生産開始：1996年
- 運用開始：1995年
- 原型機：ベル 230

ベル 430（Bell 430）は、ベル・ヘリコプターによって製造されたアメリカ/カナダの双発軽量中型ヘリコプター。ベル 222の発展型であるベル 230をベースとしており、胴体を延長し、より強力なエンジンを積んだモデルである。

## 開発
ベル社は、ベル 222のエンジンを組み換えたモデルをベル 230として開発する一方で、1991年に4枚ブレードのメインローターを備えた胴体延長型の派生モデルの予備設計作業を開始した。このモデルはベル 430として1992年2月に正式に発表され、ベル 230を改造した2機の試作機が製造された。機体構造のみ改造を受けた最初の試作機は1994年10月25日に初飛行し、2機目の試作機は430用の完全なアビオニクスを搭載して1994年12月19日に初飛行した。
ベル 230の生産は1995年8月に終了し、代わって430が生産を開始した。430の量産初号機は同年後半に完成した。カナダでの耐空証明は1996年2月23日に付与され、納入は1996年半ばに開始された。
2008年1月24日、ベル社は2008年受注分の納品完了後、ベル 430の生産を終了すると発表した。生産は136機の完成をもって終了し、最終機の納入は2008年5月であった。

## 設計
ベル 430は230からいくつかの大幅な改良が施されており、その中で最も重要なのは、4枚ブレード、ベアリングレス・ヒンジレス構造、複合材製の新型メインローターであった。また、　ベル 430と230はどちらもロールスロイス（アリソン）250ターボシャフトエンジンを搭載しているが、ベル 430のエンジンは230よりも10%強力である。その他の変更点としては、1フィート6インチ （46センチ） 延長された胴体と2つの追加座席、オプションで装備できるEFIS（電子飛行計器システム）パネル、スキッドまたは格納式車輪から選択可能な着陸装置があった。
標準的な機体構成では、機長と副操縦士を含む10人乗りで、後方のメインキャビンにある3列座席に8人の乗客が着席できる。また、6人乗りと8人乗りの高級レイアウトも用意されている。救急ヘリコプターとして運用する場合は、ストレッチャーに乗せられた1人または2人の患者と、3人または4人の医療従事者を輸送できる。最大機外搭載量は3,500ポンド（1,600キログラム）である。

## 運用史
ベル 430は1996年に就航し、同年に13機が納入された。1998年には約50機が就航しており、総飛行時間は9,000時間であった。
1996年9月3日、アメリカ人のロン・バウアーとジョン・ウィリアムズは、ベル 430に乗ってイギリスから西に17日6時間14分かけて世界を一周し、当時のヘリコプターによる世界一周記録を破った。

## 運用者

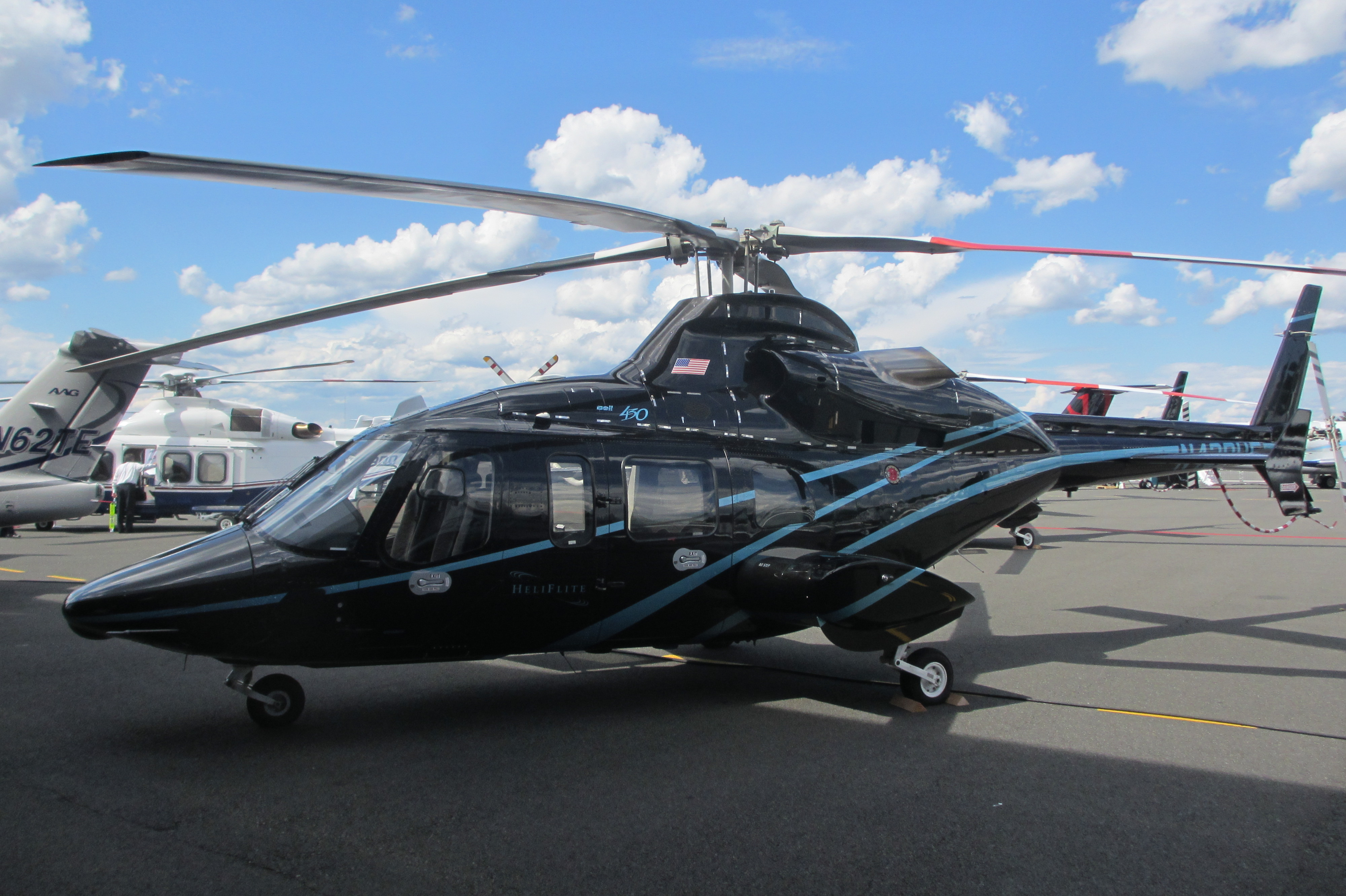
ベル 430

### 軍用
ブルガリア
- ブルガリア空軍[6]

 ドミニカ共和国
- ドミニカ共和国空軍[7]

 エクアドル
- エクアドル海軍[8][9] - 2024年時点で、2機のベル430を保有[10]。

### 民間
インドネシア
- Pelita Air[11]

 日本
- 朝日航洋[12]
- 中日本航空[13]

 アメリカ合衆国
- AirMed[14]
- ニューヨーク州警察[15]
- リー郡緊急医療サービス[16]
- GrandView Aviation[17]
- ルイジアナ州警察[18]
- Uber Elevate[19]

## 事故
2009年9月2日、インド南部にあるアーンドラ・プラデーシュ州のY・S・ラジャセカラ・レッディ州首相と随員を乗せた州政府のベル 430が、州都のハイデラバード空港を離陸し、チットゥールへ飛行中にナッラマラ森林地帯で行方不明になった。翌朝、インド空軍の捜索ヘリによって丘に墜落し黒焦げとなった機体が発見されたが、生存者はおらず、搭乗していた5人全員が死亡した。

## 諸元
| モデル           | 230                              | 430                           |
| ---------------- | -------------------------------- | ----------------------------- |
| 発表             | 1990年                           | 1991年                        |
| 初飛行           | 1991年8月12日                    | 1994年10月25日                |
| 耐空証明         | 1992年3月                        | 1996年2月23日                 |
| 納入開始         | 1992年11月                       | 1996年                        |
| 座席数           | 2（機長、副操縦士）+ 5–6（乗客） | 2 + 6–8                       |
| 高さ             | 11 ft 8 in (3.56 m)              | 12 ft 3 in (3.73 m)           |
| 胴体長           | 42 ft 3 in (12.88 m)             | 44 ft 1 in (13.44 m)          |
| ローター径       | 42 ft (13 m)                     | 42 ft (13 m)                  |
| 全長             | 50 ft 3 in (15.32 m)             | 50 ft 3 in (15.32 m)          |
| エンジン（2基）  | アリソン 250C30G2                | ロールスロイス 250-C40B       |
| 出力（2基）      | 700 hp (520 kW)                  | 783 hp (584 kW)               |
| 最大速度         | 140ノット (160 mph; 260 km/h)    | 140ノット (160 mph; 260 km/h) |
| 上昇率           | 1,600 ft/min (8.13 m/s)          | 1,350 ft/min (6.86 m/s)       |
| 運用高度         | 15,500 ft (4,700 m)              | 14,600 ft (4,500 m)           |
| ホバリング高度   | 12,400 ft (3,800 m)              | 11,350 ft (3,460 m)           |
| 燃料搭載量       | 188+ US gal (710+ L)             | 188+ US gal (710+ L)          |
| 航続距離         | 378 nmi (435 mi; 700 km)         | 324 nmi (373 mi; 600 km)      |
| 空虚重量         | 5,097ポンド (2,312 kg)           | 5,305ポンド (2,406 kg)        |
| 最大離陸重量     | 8,400ポンド (3,800 kg)           | 9,300ポンド (4,200 kg)        |
| シリアルナンバー | 23001–23038                      | 49001–49123+                  |

出典：Airliners.net、helicopterdirect.com、AircraftOne.com